# Батиров Альберт Георгійович
Альберт Георгійович Батиров (рос. Альберт Георгиевич Батыров; нар. 2 листопада 1981, Владикавказ) — російський і білоруський борець вільного стилю осетинського походження, переможець, срібний та бронзовий призер чемпіонатів Європи, учасник Олімпійських ігор. 

## Біографія
Боротьбою почав займатися з 1988 року. Першим тренером був Владислав Володимирович Цебоєв. Потім займався у В'ячеслава Володимировича Багаєва. У 16 років виграв юніорську першість Росії. У складі збірної Росії був другим на чемпіонаті світу 1997 року серед кадетів. 1999 року став бронзовим призером на молодіжному Чемпіонаті Росії. Протягом трьох років виступав за першу збірну Росії, але перебував на другорядних ролях. Переїхати 2005 року з Північної Осетії до Білорусі спонукав родич Сослан Гатцієв (член збірної Білорусі, чемпіон Європи 2002 року серед кадетів, учасник Олімпійських ігор 2012 року), який на той час проживав у Гомелі, а також те, що Альберта Батирова, за його словами, відверто засудили на Чемпіонаті Росії. Після переїзду спочатку мешкав у Гомелі, 2009 переїхав до Гродно. Виступав за місцеву Школу вищої спортивної майстерності.
Кумирами Альберта Батирова були Олександр Медведь та Ельбрус Тедеєв. Золота нагорода європейської першості, завойована Альбертом Батировим 2007 року, стала першою для Білорусі у вільній боротьбі за останні на той час 15 років.
Вчився на відділенні фізвиховання Гомельського державного університету імені Франциска Скорини.

## Виступи на Олімпіадах
| Змагання                    | Збірна   | Вагова категорія | Місце |
| --------------------------- | -------- | ---------------- | ----- |
| Літні Олімпійські ігри 2008 | Білорусь | 66 кг            | 9     |

## Виступи на Чемпіонатах світу
| Змагання                        | Збірна   | Вагова категорія | Місце |
| ------------------------------- | -------- | ---------------- | ----- |
| Чемпіонат світу з боротьби 2005 | Білорусь | 66 кг            | 17    |
| Чемпіонат світу з боротьби 2006 | Білорусь | 66 кг            | 5     |
| Чемпіонат світу з боротьби 2007 | Білорусь | 66 кг            | 21    |
| Чемпіонат світу з боротьби 2009 | Білорусь | 66 кг            | 20    |
| Чемпіонат світу з боротьби 2010 | Білорусь | 66 кг            | 21    |

## Виступи на Чемпіонатах Європи
| Змагання                         | Збірна   | Вагова категорія | Місце  |
| -------------------------------- | -------- | ---------------- | ------ |
| Чемпіонат Європи з боротьби 2005 | Білорусь | 66 кг            | Бронза |
| Чемпіонат Європи з боротьби 2006 | Білорусь | 66 кг            | Срібло |
| Чемпіонат Європи з боротьби 2007 | Білорусь | 66 кг            | Золото |
| Чемпіонат Європи з боротьби 2008 | Білорусь | 66 кг            | 11     |
| Чемпіонат Європи з боротьби 2012 | Білорусь | 66 кг            | 10     |

## Виступи на Кубках світу
| Змагання                    | Збірна   | Вагова категорія | Місце |
| --------------------------- | -------- | ---------------- | ----- |
| Кубок світу з боротьби 2010 | Білорусь | 66 кг            | 6     |

## Виступи на інших змаганнях
| Змагання                                             | Збірна   | Вагова категорія | Місце  |
| ---------------------------------------------------- | -------- | ---------------- | ------ |
| Гран-прі Німеччини з боротьби 2005                   | Білорусь | 66 кг            | Золото |
| Міжнародний меморіал Дейва Шульца 2008               | Білорусь | 66 кг            | Срібло |
| Олімпійський кваліфікаційний турнір 2008             | Білорусь | 66 кг            | Бронза |
| Турнір Шаміля Умаханова 2008                         | Білорусь | 66 кг            | Бронза |
| Турнір Олександра Медведя 2011                       | Білорусь | 66 кг            | Срібло |
| Меморіал Вацлава Циолковського 2011                  | Білорусь | 66 кг            | 10     |
| Турнір Дана Колова — Николи Петрова 2012             | Білорусь | 66 кг            | 5      |
| Київський Міжнародний турнір з вільної боротьби 2012 | Білорусь | 66 кг            | 5      |